# Orlando Martínez
Orlando Martínez Howley (23 de septiembre de 1944 – 17 de marzo de 1975), fue un periodista de izquierda dominicano y miembro del Partido Comunista (PCD) de la República Dominicana, el cual hacía oposición al gobierno de Joaquín Balaguer.
Martínez, fue asesinado a tiros en marzo de 1975, durante la época denominada "Los doce años" (1966-1978). Fue director de la revista, «Ahora» y columnista del periódico El Nacional.

## Juicio y condena
El crimen, se mantuvo impune durante muchos años hasta que el fiscal del Distrito Nacional, Guillermo Moreno, dirigió la reapertura del caso. Cuatro hombres fueron acusados de pertenecer a un escuadrón de la muerte que le disparó después de que criticó al gobierno del entonces presidente Joaquín Balaguer. En el 2000, los cuatro hombres recibieron una condena de 30 años de cárcel por sus vínculos con el asesinato. Durante el juicio, veinticinco años después del homicidio, fueron condenados el general Salvador Lluberes Montás y el general Joaquín A. Pou Castro. Otros dos hombres, fueron declarados culpables, incluyendo a un oficial de la fuerza aérea anterior.
El presidente Balaguer, escribió en un libro llamado "Memorias de un Cortesano de la Era de Trujillo", el cual contiene una página, que hace alusión al asesinato de Martínez. La página quedó en blanco.

## Legado
El fallo del juicio, fue visto como una muestra de un nuevo espíritu en el sistema judicial de la República Dominicana.[cita requerida] Convirtiendo a Martínez, en un símbolo de libertad de expresión en el país.
En La Romana, en el sector denominado Villa Pereyra, una calle lleva su nombre, la misma fue promovida por el concejal Wanchy Medina, por medio de la ordenanza 15-2014.